# Lara Petera
Lara Heta (* 21. Dezember 1978 als Lara Petera) ist eine ehemalige neuseeländische Squashspielerin.

## Karriere
Lara Petera errang ihren größten Erfolg mit der Vize-Weltmeisterschaft 2004 im Doppel in Chennai. An der Seite ihrer Landsfrau Louise Crome unterlag sie im Endspiel den australischen Geschwistern Natalie und Rachael Grinham. 2001 und 2002 qualifizierte sie sich für die Hauptrunde der Weltmeisterschaft, schied aber jeweils in der ersten Runde aus. Ihre beste Platzierung in der Weltrangliste erreichte Lara Petera mit Rang 25 im Mai 2003. Im Jahr 2000 wurde sie neuseeländische Vizemeisterin.
Lara Petera ist verheiratet und führt seitdem den Namen Lara Heta.

## Erfolge
- Vizeweltmeister im Doppel: 2004 (mit Louise Crome)
- Neuseeländischer Vizemeister: 2000